# Совет Азербайджана
Совет Азербайджана или Анджумани Азербайджан (азерб. Azərbaycan Şurası və ya Əncüməni Azərbaycan) — политическая организация, основанная в Южном Азербайджане во время иранской исламской революции и стремящаяся к большей автономии азербайджанцев в Иране.

## История
В период относительного затишья, принесенного революцией, появилось множество организаций и средств массовой информации на азербайджанском языке, главным образом в Тебризе. Анджумани Азербайджан был одной из важных организаций, созданных в Южном Азербайджане. Печатная программа совета требовала признания «национального языка и культуры Азербайджана», создания школ и средств массовой информации на азербайджанском языке со следующего учебного года, а также официального признания использования этого языка в официальных учреждениях и судах. Совет пошёл ещё дальше и потребовал официальных отношений конфедерации с Тегераном. Хотя официально требовалась только региональная автономия, Совет хотел, чтобы все административные, культурные, юридические, экономические вопросы и даже вопросы безопасности были переданы местным представителям и советам. Эти советы и представители должны были избираться в основном местным населением. В начальный период после Исламской революции многие азербайджанские политики и интеллектуалы активно участвовали в разработке новой конституции Исламской Республики, в уставах многих общественных институтов, таких как Союз писателей, а также в обеспечении языковых прав этнических меньшинств во многих странах. существующие иранские политические движения.
Хотя статья XV новой иранской конституции официально разрешала использование местных и национальных языков в прессе и в школах, режим не позволил реализовать эту статью в реальности. Рухолла Хомейни, уже ставший Верховным религиозным лидером: «в исламе нет разницы между мусульманами, говорящими на разных языках» и «такие требования создаются силами, которые не хотят единства мусульман». Тем не менее, эта статья впоследствии легла в основу борьбы активистов за родной язык. Бренда Шаффер включила такую статью в Конституцию. Оценивает это как признак силы борьбы за этнические права на всей территории Ирана.
После революции, консолидации власти Рухоллы Хомейни и начала ирано-иракской войны на всей территории Ирана проводилась жёсткая политика против требований этнических прав. Через некоторое время был закрыт и Совет Азербайджана или Анджумани Азербайджан.